# Manytschniederung

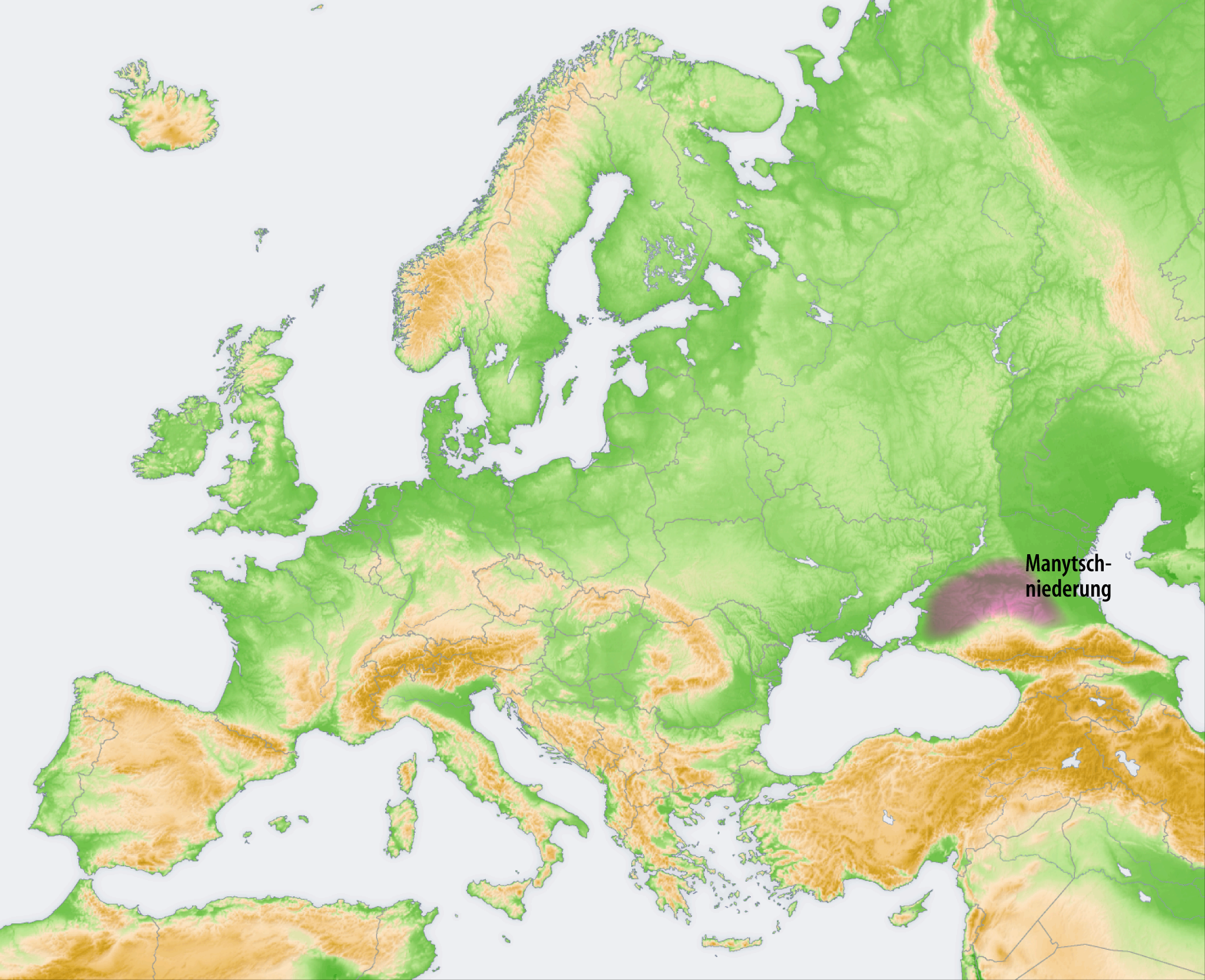
Lage der Manytschniederung

Die Manytschniederung (auch Kuma-Manytsch-Niederung; russisch Кумо-Манычская впадина, Kuma-Manytsch-Senke) ist eine etwa 500 Kilometer lange Niederung zwischen der Kuban-Asowschen Niederung und der Kaspischen Senke in Südrussland. Die Niederung bildet zusammen mit der Kaspischen Senke die südöstliche Begrenzung der Osteuropäischen Ebene.

## Lage und Geologie
Die Niederung erstreckt sich zwischen dem Unterlauf des Don und dem nordwestlichen Teil der Kaspischen Senke. Die eigentliche Niederung ist nur 20 bis 30, im Zentralteil nur 1 bis 2 Kilometer breit. Sie trennt die nördlich gelegenen Jergenihügel vom in südlicher Richtung allmählich ansteigenden Stawropoler Höhenzug, der Teil der Vorberge des Großen Kaukasus ist.
Die Niederung ist nach dem sie und das gleichnamige Seensystem durchfließenden Fluss Manytsch benannt. Teilweise wird auch die östliche Verlängerung der Niederung in Richtung der Kaspischen Senke respektive der Terek-Kuma-Niederung, die vom Unterlauf der Kuma durchflossen wird, zur Niederung gezählt. Dies erklärt die alternative und in Russland übliche Bezeichnung, wörtlich „Kuma-Manytsch-Senke“, da dieser östliche Teil das für eine Senke im geomorphologischen Sinne notwendige Kriterium der Oberflächenhöhe unter dem Meeresspiegel erfüllt. Der höchste Punkt der Niederung liegt bei 27 m über dem Meeresspiegel (Lage), in nordwestlicher und südöstlicher Richtung senkt sie sich auf knapp über Meereshöhe, im Südosten je nach Grenzziehung auch knapp darunter. Würde durch das Abschmelzen der polaren Eismassen der Meeresspiegel auf diese Höhe ansteigen, würde das Schwarze Meer die Senke des Kaspischen Meeres fluten und die beiden Meere an dieser Stelle miteinander verbinden, was zum letzten Mal zum Ende der letzten Eiszeit geschehen ist (siehe Kaspisches Meer#Entstehungsgeschichte).
Die Manytschniederung liegt auf dem Territorium der Oblast Rostow, bildet auf weiten Strecken die Grenze der Region Stawropol zur Republik Kalmückien und erreicht im Osten die Republik Dagestan.
Die Niederung ist tektonischen Ursprungs. Sie liegt im Bereich einer Einsenkung der Erdkruste, die von einer Störungszone begleitet wird, den südlichen Rand der „alten“ Russischen Tafel markiert und diese vom nördlichen Kaukasusvorland abgrenzt, das geologisch bereits zum jungen, alpidischen Faltungsgebiet des Kaukasus gehört. Bis in das Quartär waren Schwarzes beziehungsweise Asowsches Meer und Kaspisches Meer im Bereich der heutigen Manytschniederung immer wieder verbunden, unterbrochen durch Perioden niedrigen Wasserstandes des Kaspischen Meeres. Letztmals bestand eine Verbindung während der sogenannten (Früh-)Chwalynsker Transgression des Kaspischen Meeres, die spätestens vor 10.000 Jahren endete.

### Die Manytschniederung als Teil der Grenze Europas

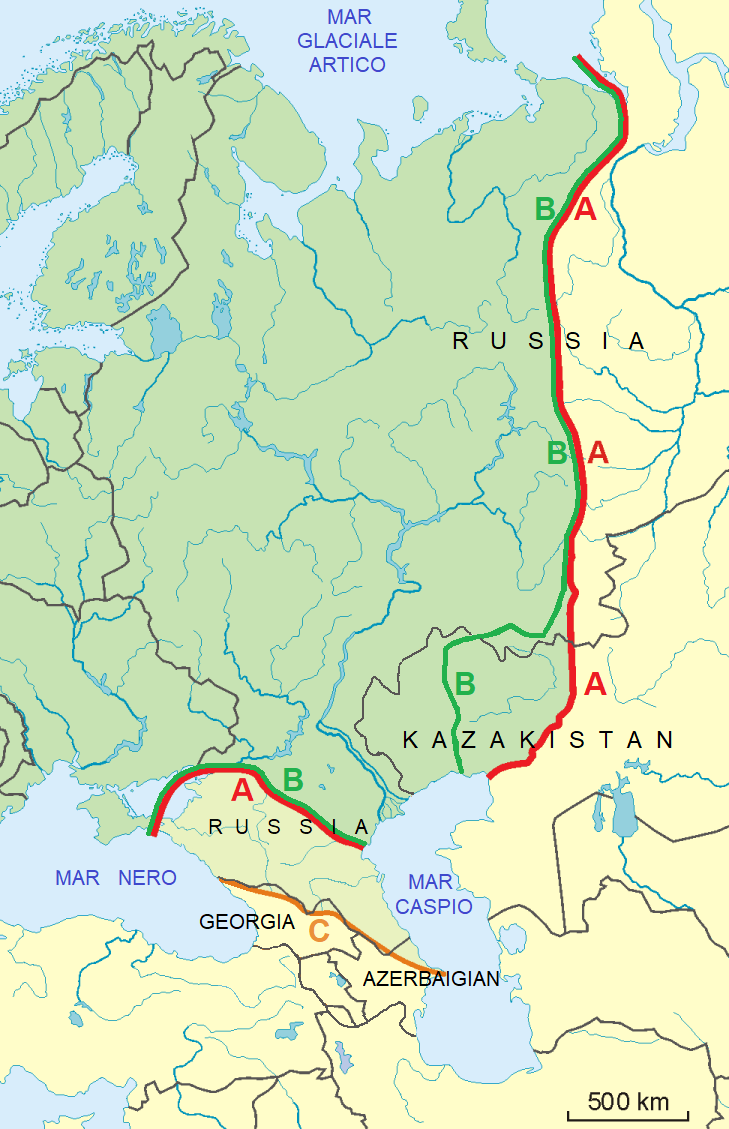
Grenzziehungen zwischen Europa und Asien in Russland. Die konventionelle Grenze nach Strahlenberg (A) ist rot markiert und verläuft durch die Manytschniederung; die Wasserscheide über den Kaukasus entspricht der (C)-Linie.

Seit Philip Johan von Strahlenbergs Veröffentlichung von 1730 wird die Manytschniederung in Russland und im deutschsprachigen Raum meist als Teil der geographischen Grenze zwischen den beiden Erdteilen Europa und Asien auf dem Abschnitt zwischen Kaspischem und Asowschem Meer betrachtet. Diese Festlegung gründet sich unter anderem darauf, dass an dieser Stelle der Manytschniederung einst eine Verbindung zwischen dem Kaspischen und dem Asowschen bzw. Schwarzen Meer bestanden hatte. International unter Geographen verbindliche Festlegungen über den Verlauf der Grenze zwischen den Kontinenten gibt es jedoch nicht, so dass teilweise auch der Hauptkamm des Großen Kaukasus als Grenze auf diesem Abschnitt angesehen wird, vor allem im englisch- und französischsprachigen Raum. Nach dieser Auffassung läge die gesamte Manytschniederung in Europa.

## Hydrographie
Der größte Teil der Achse der Manytschniederung wird von den beiden Komponenten des namensgebenden Manytsch durchflossen. Vor den menschlichen Eingriffen des 20. Jahrhunderts floss der größte Teil des Wassers des Kalaus, der vom Stawropoler Höhenzug kommend die Niederung an ihrer höchstgelegenen Stelle erreicht, wo er eine Bifurkation bildete, als Östlicher Manytsch in Richtung des Kaspischen Meeres. Er erreichte, wie auch heute, das Kaspische Meer jedoch nicht, sondern verlor sich zwischen kleineren Salzseen in einem Halbwüstengebiet knapp 100 Kilometer vor der Küste. Der geringere Teil des Wassers des Kalaus floss als Westlicher Manytsch (oder einfach Manytsch) in westlicher Richtung dem Don zu, nahm in seinem Verlauf jedoch mehr und wasserreichere Nebenflüsse auf als der Östliche Manytsch, darunter den (Großen) Jegorlyk. Er durchquerte dabei mehrere in unterschiedlichem Maße salzige und sehr flache Seen: den bei mittlerem Wasserstand 344 km² großen Manytsch-Gudilo (auch Großer Manytschsee, Bolschoi Manytsch, Gudilo), den Kleinen Manytsch-See (Maly Manytsch, auch einfach Manytsch; 78,8 km²) sowie einen weiteren 10,7 km² großen, ebenfalls Manytsch genannten See.
In den 1930er Jahren wurden am Westlichen Manytsch mehrere Stauseen errichtet, die praktisch über den gesamten Flusslauf eine geschlossene Kette bilden: Ust-Manytschskoje nahe der Mündung, Wessjolowskoje und Proletarskoje bei Proletarsk. Letzterer ist der größte der Stauseen, der auch die früheren Manytsch-Seen vereinigte und ihren Wasserspiegel um einige Meter anhob. Am Östlichen Manytsch wurde 1969 der Tschograiskoje-Stausee fertiggestellt und zugleich die Wasserzufuhr vom Kalaus in den Fluss durch den Bau eines Dammes unterbunden. Der Östliche Manytsch wird seither hauptsächlich durch seinen früheren Nebenfluss Tschograi sowie den bis 1965 errichteten Kuma-Manytsch-Kanal gespeist. Unterhalb des Stausees gibt er einen bedeutenden Teil des Wassers über den Tschograi-Kanal wieder in Richtung Kuma-Unterlauf für die Bewässerung der dazwischen liegenden Gebiete ab.

## Naturschutz
Die Manytschniederung als Feuchtgebiet gemäß der Ramsar-Konvention gehört zu den vor allem ornithologisch bedeutsamsten Gebieten Russlands. Es gibt zwei als Sapowednik unter Naturschutz stehende Gebiete:
- Biosphärenreservat Tschornyje Semli (seit 11. Juni 1990): das westliche, 27.600 Hektar große Teilgebiet umfasst den (früheren) See Manytsch-Gudilo[8]
- Rostowski-Sapowednik (seit 27. Dezember 1995): eines der vier Teilgebiete liegt im Westen des Manytsch-Gudilo-Gebietes[9]